# متال گیر سالید: گراند زیروز
متال گیر سالید ۵: گراند زیروز (به انگلیسی: Metal Gear Solid V: Ground Zeroes)، یک بازی ویدئویی در سبک اکشن-ماجراجویی و مخفی‌کاری است که توسط کوجیما پروداکشنز ساخته شده، و در مارس ۲۰۱۴ به‌وسیلهٔ شرکت کونامی برای کنسول‌های پلی‌استیشن ۳، پلی‌استیشن ۴، ایکس‌باکس ۳۶۰ و ایکس‌باکس وان منتشر شده‌است، و همچنین در دسامبر ۲۰۱۴ از طریق استیم برای مایکروسافت ویندوز در دسترس قرار گرفت. این بازی به کارگردانی، نویسندگی، و طراحی هیدئو کوجیما و هشتمین قسمت از مجموعه متال گیر و اولین بازی در این سری به‌شمار می‌رود که به سبک جهان باز ساخته شده‌است. گراند زیروز به عنوان دیباچه و نیمه اول بازی متال گیر سالید ۵ و مقدمه‌ای برای بازی بعدی یعنی متال گیر سالید ۵: فانتوم پین است.
داستان بازی در سال ۱۹۷۴، بلافاصله بعد از رخ‌دادهای پیس والکر اتفاق می‌افتد. اسنیک عریان شخصیت اصلی این سری نیز می‌باشد و مأموریت او نفوذ به کمپ امگا و رهایی چیکو و پاز و بازگرداندن آن‌ها به پایگاه است. پاز ارتگاآندراده که یک شخصیت محوری در نسخه سفیر صلح بود یک عامل سه‌گانه است که برای نفوذ به ارتش سنز فرانتیئرز، سازمان سیا و کی‌جی‌بی به منظور پیشروی دستور کار اسم رمز سایفر، سازمانی که بعدها با نام میهن‌دوستان شناخته شد. بعد از اینکه جنازهٔ او در انفجار متال گیر که در انتهای رهرو صلح پیدا نشد، مکان او تا قبل از رونمایی گراند زیروز نامشخص بود تا اینکه معلوم شد او توسط یک ماهیگیر پیدا شده و در حال حاضر به همراه چیکو در کمپ امگا دربند بازداشت است.

## توسعه بازی
بازی توسط هیدئو کوجیما در مراسم بیست و پنجمین سالگرد این مجموعه از بازی‌ها معرفی شد. به گفته کوجیما گراند زیروز چیزی است که خود او شخصاً در حال ساخت آن است و او این مسئله را روشن کرده که اسنیک به همراه او بازگشته است و کوجیما تمام تلاش خود را برای این بازی انجام می‌دهد. او همچنین اشاره کرده که تمام نقاطی که در دموها و صحنه‌های دیگر بازی دیده می‌شوند در طی بازی قابل دسترسی هستند، و این خود می‌تواند کمک کند که در قالب همین صحنه‌های تک دوربین، بازیکن قادر باشد موارد مخفی یا سرنخ‌هایی را کشف کرده و در طی بازی از آن‌ها استفاده کند. علی‌رغم گزارش‌های اولیه بازی که قرار بود بازی برای نسل بعدی کنسول‌ها باشد، او تأیید کرد گراند زیروز برای هر دو نسل هفتم و هشتم کنسول‌ها می‌باشد.

## بازتاب‌ها
| گردآورنده | امتیاز                                              |
| --------- | --------------------------------------------------- |
| متاکریتیک | (PC) ۸۰/۱۰۰ (XONE) ۷۶/۱۰۰ (PS4) ۷۵/۱۰۰ (PS3) ۶۶/۱۰۰ |

| ناشر                    | امتیاز  |
| ----------------------- | ------- |
| سی‌وی‌جی                  | ۷/۱۰    |
| الکترونیک گیمینگ مانثلی | ۵.۰/۱۰  |
| یوروگیمر                | ۹/۱۰    |
| فامیتسو                 | ۳۸/۴۰   |
| گیم اینفورمر            | ۷.۰۰/۱۰ |
| گیم‌اسپات                | ۸/۱۰    |
| جاینت بامب              | [ ۱۸ ]  |
| آی‌جی‌ان                  | ۸.۰/۱۰  |
| جویستیک                 | [ ۲۰ ]  |
| اوپی‌ام (بریتانیا)       | 8/10    |
| اواکس‌ام (ایالات متحده)  | ۷.۵/۱۰  |
| پولیگان                 | ۵.۵/۱۰  |

## پوند به بیرون
- وبگاه رسمی
- Metal Gear 25th Anniversary Special Site
- Metal Gear Solid: Ground Zeroes Teaser Page